# Жінвалі
Жінвалі (груз. ჟინვალი) — містечко (даба) в муніципалітеті  Душеті, Мцхета-Мтіанеті, Грузія.
Населення на 2014 рік — 1828 осіб.